# 牙舟镇
牙舟镇，是中华人民共和国贵州省黔南布依族苗族自治州平塘县下辖的一个乡镇级行政单位。
2014年2月13日，贵州省人民政府批复同意平塘县部分乡镇行政区划调整，新设置的牙舟镇辖原牙舟镇（除卡腊村外）、卡罗乡（除冗空村外）、谷硐乡，镇人民政府驻兴陶村；将卡腊村划入掌布镇管辖。

## 行政区划
牙舟镇下辖以下地区：
第一社区、兴陶村、王宋村、白云村、边兰村、陈家湾村、白沙村、甲本村、卡罗村、长冲村、平桥村、场坝村、命芹村、翁片村、鸡场村和谷硐乡。